# Poliția internațională și de apărare de stat
 Polícia Internacional e de Defesa do Estado  -  Poliția internațională și de apărare a statului (acronim  PIDE ) a fost poliția politică a Portugaliei între 1945 și 1969, responsabilă pentru represiunea tuturor formelor de opoziție la regimul politic al timpului. Pe lângă funcțiile poliției politice, activitatea PIDE a cuprins și serviciul de reglementare al străinilor și al frontierelor.
A fost precedată de Poliția de Supraveghere și Apărare de Stat (în original, pt  Polícia de Vigilância e Defesa do Estado, 1933 - 1945) și urmată de Direcția generală pentru securitate (în original, pt  Direção-Geral de Segurança, 1969 - 1974).
După Revoluția din 25 aprilie din 1974, a urmat reala democratizare a Portugaliei și instituția a fost abolită prin formarea celei de-a treia republici portugheze.

## Roluri și organizare

### Funcții
PIDE a fost creat prin Decretul-Lege nr. 35 046 din 22 octombrie din 1945  prin înlocuirea Poliției de Supraveghere și Apărare de Stat cunoscută prin acronimul PVDE, fiind considerat un organism autonom al Poliției judiciare și prezentat publicului larg ca urmând modelul cunoscutei poliții britanice Scotland Yard. De fapt, a fost de fapt extinderea „fostei” poliții PVDE, care fuses creată cu avizul fasciștilor italieni și al Gestapo-ului german, continuând a exista și mai apoi, sub numele de Direcția Generală pentru Securitate (DGS), după 1969 și până la Revoluția din 25 aprilie 1974. În acea zi, agenții DGS au fost singurii care au răspuns protestelor populației, deschizând focul și provocând victime în rândul civililor. 

### Organizare

#### Organigrama între 1933-1954
Când PIDE a fost creată în 1933, era un organ al Ministerului de Interne, directorul său raportând direct ministrului. Structura a inclus:
- Director
  - Inspector superior
    - Servicii de consiliu
      - Consiliu de Administrație
      - Consiliul PIDE
      - Secretar
      - Contabilitate
      - Secția de cercetare centrală
      - Biroul de analiză și cercetare
      - Arhiva Generală

    - Subdirectorul Lisabonei
      - Servicii internaționale
      - Servicii de emigrare
      - Servicii de securitate de stat

    - Subdirectorul Porto
    - Delegații
    - Stații

#### Organigrama între 1954 și 1969
După reorganizarea din 1954, PIDE a devenit dependentă de ministrul de Interne și de ministrul de peste mări. Fiecare dintre miniștri a supravegheat activitatea PIDE, respectiv în Metropolis și în străinătate. Organigrama a devenit următoarea:
- Director
  - Consiliul Poliției
  - Servicii administrative
  - Servicii de litigii
    - Servicii de securitate
    - Secția centrală
    - Oficiul de identificare și poliția științifică
    - Delegații
    - Subdelegați
    - Posturi de supraveghere
    - Posturi de frontieră